# U-1235
 U-1235  — немецкая подводная лодка типа IXC/40, времён Второй мировой войны.
Заказ на постройку субмарины был отдан 14 октября 1941 года. Лодка была заложена 25 мая 1943 года на верфи судостроительной компании Дойче Верфт АГ, Гамбург, под строительным номером 398, спущена на воду 25 января 1944 года, 17 мая 1944 года под командованием оберлейтенанта Франца Барша вошла в состав учебной 31-й флотилии. 1 декабря 1944 года вошла в состав 33-й флотилии.
Лодка совершила один боевой поход, успехов не достигла. Потоплена 15 апреля 1945 года в Северной Атлантике, в районе с координатами 42°54′ с. ш. 30°25′ з. д. глубинными бомбами с американских эскортных эсминцев USS Stanton и USS Frost. Все 57 членов экипажа погибли.

## Командиры лодки
- март 1944 года — апрель 1944 года капитан-лейтенант Рольф Бан.
- 17 мая 1944 года — 15 апреля 1945 года (оберлейтенант) капитан-лейтенант Франц Барш.